# Equitazione ai Giochi della XV Olimpiade - Dressage individuale
La competizione del dressage individuale di equitazione dai Giochi della XV Olimpiade si è svolta i giorni 28 e 29 luglio 1952 al Ruskeasuo Sports Park, Helsinki.

## Classifica finale
| Pos.    | Binomio                      | Binomio             | Nazione          | Punti  |
| Pos.    | Cavaliere                    | Cavallo             | Nazione          | Punti  |
| ------- | ---------------------------- | ------------------- | ---------------- | ------ |
| Oro     | Henri Saint Cyr              | Master Rufus        | Svezia           | 561,00 |
| Argento | Lis Hartel                   | Jubilee             | Danimarca        | 541,50 |
| Bronzo  | André Jousseaume             | Harpagon            | Francia          | 541,00 |
| 4       | Gottfried Trachsel           | Kursus              | Svizzera         | 531,00 |
| 5       | Gustaf Adolf Boltenstern Jr. | Krest               | Svezia           | 531,00 |
| 6       | Henri Chammartin             | Wöhler              | Svizzera         | 529,50 |
| 7       | Heinrich Pollay              | Adular              | Germania         | 518,50 |
| 8       | Gustav Fischer               | Soliman             | Svizzera         | 518,50 |
| 9       | Gehnäll Persson              | Knaust              | Svezia           | 505,50 |
| 10      | Ida von Nagel                | Afrika              | Germania         | 503,00 |
| 11      | Robert Borg                  | Bill Biddle         | Stati Uniti      | 492,00 |
| 12      | Fritz Thiedemann             | Chronist            | Germania         | 479,50 |
| 13      | Jean Peitevin de Saint André | Vol au Vent         | Francia          | 479,00 |
| 14      | José Larraín                 | Rey de Oros         | Cile             | 473,50 |
| 15      | Else Christophersen          | Diva                | Norvegia         | 459,00 |
| 16      | Héctor Clavel                | Frontalera          | Cile             | 452,00 |
| 17      | Marjorie Haines              | The Flying Dutchman | Stati Uniti      | 446,00 |
| 18      | Kristian Jensen              | Odense              | Danimarca        | 439,00 |
| 19      | Vladimir Raspopov            | Imeninnik           | Unione Sovietica | 433,50 |
| 20      | António Malheiro             | Napeiro             | Portogallo       | 428,50 |
| 21      | Francisco Valadas Júnior     | Feitico             | Portogallo       | 422,00 |
| 22      | Ernesto Silva                | Viarregio           | Cile             | 415,00 |
| 23      | Jean Saint-Fort Paillard     | Tapir               | Francia          | 403,50 |
| 24      | Vasily Tikhonov              | Pevec               | Unione Sovietica | 395,00 |
| 25      | Nikolay Sitko                | Cesar               | Unione Sovietica | 377,00 |
| 26      | Fernando Paes                | Matamas             | Portogallo       | 346,00 |
| 27      | Hartmann Pauly               | Reno Overdo         | Stati Uniti      | 315,50 |